# Alcis perfurcana
Alcis perfurcana là một loài bướm đêm trong họ Geometridae.